# باربرا لاركن
باربرا لاركن (بالإنجليزية: Barbara Larkin)‏ هي محامية أمريكية، ولدت في 26 يوليو 1951.